# Rozálie Havelková
Rozálie Havelková (* 1997 Praha) je zpěvačka, herečka, tanečnice a bývalá modelka, dcera herce a zpěváka Ondřeje Havelky.

## Život
Rozálie Havelková pochází z herecké rodiny. Její otec je herec a režisér Ondřej Havelka, její matkou je Alice Kovácsová a babičkou byla herečka Libuše Havelková a dědečkem hudební skladatel Svatopluk Havelka. Bratr Vojtěch Havelka, který se věnuje  herectví a mladší bratr Hugo Kovács. Vystudovala pražské Mensa gymnázium. Od roku 2017 působila v Belgii v Novém cirkusu.
Hraje na akordeon. Devět let se věnovala tančení flamenca.

## Diskografie
V listopadu 2022 vydala své debutové album  Rozálie – Korzetiér.

## Divadelní role
Městské divadlo Mladá Boleslav
- 2012 – Ondřej Havelka, Martin Vačkář: Zločin v Posázavském pacifiku – pouliční zpěvačka[5][6]

## Filmografie
- V roce 2011 hrála v televizním muzikálu V peřině.
- V letech 2017–2018 hrála Gábinu v seriálu Single Lady.
- V roce 2021 ztvárnila Alici Javorskou v seriálu Anatomie života (TV Nova).

## Modeling
V roce 2012 se probojovala do finále modelingové soutěže Elite Model Look. Poté se stala tváří Design Bloku Prague Design and Fashion Week pro rok 2012 a 2013.